# Xexyz
Xexyz (亀の恩返し〜ウラシマ伝説〜?, Kame no Ongaeshi - Urashima Densetsu) è un videogioco a piattaforme sviluppato da Atlus e pubblicato nel 1988 da Hudson Soft per Nintendo Entertainment System. Il videogioco è ispirato alla leggenda di Urashima Tarō.
La colonna sonora del gioco è realizzata da Hirohiko Takayama.

## Trama
Ambientato nel 2777 nella nazione Xexyz, il personaggio giocante è Apollo che deve affrontare il malvagio Goruza che ha conquistato le cinque isole del regno.

## Modalità di gioco
Xexyz è un ibrido tra un platform e uno shoot 'em up in stile Gradius.